# 大眼指鰧
大眼指鰧（學名：Dactyloscopus crossotus），為輻鰭魚綱䲁形目指鰧科指鰧屬的一個種，分布於西大西洋美國佛羅里達州、巴哈馬至巴西海域，深度0至8公尺，本魚體扁長，向尾部漸細，頭大，上面扁平，前部圓而窄，眼位於頭頂，無眼柄，口上翹，下顎突出，上頜不超過眼，下頜尖端從上方看呈尖狀，兩唇均有皮瓣，鰓蓋骨有12-15個皮瓣，背鰭起源於頸背，背鰭硬棘12枚、背鰭軟條29枚、臀鰭硬棘2枚、臀鰭軟條33枚，腹鰭根生於喉下，具1枚硬棘、3枚軟條，尾側線連續，在最後一節背棘下方向下彎曲，側線與前兩節背棘之間有2排鱗片，體棕褐色，上面有淺棕色斑點，體長可達7.5公分，棲息在沙底質潮間帶，通常躲在沙中，僅露出眼口鼻，生活習性不明。